# موشيه نسيم
موشيه نسيم (بالعبرية: משה נסים‏) (من مواليد 10 أبريل 1935) سياسي إسرائيلي سابق ووزير ونائب رئيس الوزراء.

## السيرة الشخصية
ولد موشيه نسيم في فلسطين الانتدابية. درس القانون في الجامعة العبرية في القدس وشغل منصب ضابط العدل في الجيش الإسرائيلي خلال خدمته الوطنية. هو ابن الحاخام إسحق نسيم، الذي شغل منصب الحاخام السفاردي الأول لإسرائيل من 1955 إلى 1973.

## الحياة السياسية
تم انتخاب نسيم لأول مرة للكنيست عام 1959 كعضو في الصهاينة العامة. ومع ذلك، فقد مقعده في انتخابات عام 1961، ولم يظهر مرة أخرى في الكنيست حتى عام 1969، عندما تم انتخابه على قائمة جاحال (اندماج حيروت، الصهاينة العامة والحزب التقدمي). في عام 1973، أصبح جاحال ليكود، حيث شغل نسيم منصب رئيس البرلمان للحزب بين عامي 1973 و1977.
بعد فوز الليكود في انتخابات 1977، تم تعيين نسيم وزير بلا حقيبة في حكومة مناحم بيجن في يناير عام 1978. تولى منصب وزير العدل في أغسطس 1980، وبقي في هذا المنصب حتى أبريل 1986 عندما أصبح وزيرًا للمالية.
بعد انتخابات عام 1988، عاد إلى منصب وزير بدون حقيبة، قبل أن يتم تعيينه وزيرًا للصناعة والتجارة في مارس 1990. وفي يونيو 1990، عين أيضًا نائبًا لرئيس الوزراء.
فقد مكانه في مجلس الوزراء بعد أن خسر الليكود انتخابات عام 1992، وغادر الكنيست عام 1996.

## روابط خارجية
- موشيه نسيم على الموقع الإلكتروني للكنيست